# Polignoto
Polignoto o Polignoto de Tasos (en griego antiguo: Πολύγνωτος, Polýgnotos), hijo de Aglaofón, fue un pintor griego de mediados del siglo V a. C.. Está considerado por la tradición literaria como el primer pintor de la Antigüedad; así, Teofrasto lo consideraba como el creador de la pintura. Era nativo de Tasos, pero fue adoptado por los atenienses, que le concedieron la ciudadanía.
Estuvo activo desde el año 475 hasta el 447 a. C. Pintó para los atenienses en tiempos de Cimón un cuadro de la toma de Troya en las paredes de la Estoa Pecile, y otro del matrimonio de las hijas de Leucipo de Mileto en el Anaceo. En la sala de la entrada de la Acrópolis se conservaban otras obras suyas. Una de sus obras más importantes es la batalla de Maratón en la Ποικίλη, el famoso pórtico de Atenas.
Su pintura más importante eran, sin embargo, los frescos en la λέσχη (pórtico, galería pública), un edificio erigido en Delfos por el pueblo de Cnido. Los temas eran la visita al Hades por Odiseo, y la toma de Troya. Afortunadamente, el viajero Pausanias nos ha dejado una cuidadosa descripción de estas pinturas, figura por figura. Los fundamentos del edificio se han recobrado en el curso de las excavaciones francesas en Delfos. De esta evidencia, algunos arqueólogos han intentado reconstruir las pinturas, excepto sus colores. Las figuras estaban separadas y rara vez montaban unas sobre otras, colocadas en dos o tres filas, una encima de otra; y la más lejana no era más pequeña o más tenue que las más cercanas. Parece por lo tanto que las pinturas en este tiempo se ejecutaban casi en el mismo plano que los relieves escultóricos contemporáneos.
Decía Pausanias: 

El artista [Polignoto] sabe representar en este cuadro el contraste entre la parte anterior rica en grupos de figuras, y el fondo, donde se ve Troya destruida, y el ojo, a través de las grandes brechas en los muros se acerca a ver la desolación en las calles y en los edificios incendiados y saqueados. 

La nave de Menelao está preparada, presta para partir, y junto a ella se ve a Helena causa de una guerra así de despiadada y de tanto saqueo, rodeada de troyanos heridos; en otro grupo destaca la figura de Casandra; la mayor parte de los personajes están como oprimidos por un muro de silencio, mientras que sólo Neoptólemo sigue aún y mata a algunos troyanos.

Sobre otro lado de la lesque estaba pintada la entrada del Hades en el reino de la noche, y se veía a Odiseo en la ribera del Aqueronte, el Tártaro lleno de tormentos espantosos y el Elíseo con las almas de los bienaventurados.

La primera de estas pinturas tenía 100 figuras; la segunda, 90; y sobre cada una de ellas se leía, como era costumbre en la época, el nombre que le correspondía.
Descripción de Grecia, X, 25, 1

Se sabe que Polignoto empleaba pocos colores, y simples. Incluso en las fuentes antiguas se señalaba que Polignoto se servía para sus obras de solo cuatro colores, pudiendo compararse su paleta con la usada por sus contemporáneos en los frescos de las tumbas de Tarquinia. Técnicamente, el arte de Polignoto era primitivo. Su excelencia radicaba en la belleza del dibujo de figuras individuales; pero especialmente en el carácter «ético» e ideal de su arte. Su contemporáneo, y quizá el maestro, Fidias, tenía su misma gran manera. Simplicidad, casi infantil, sentimiento a un mismo tiempo noble y agradable, extrema gracia y encanto en la ejecución, marcaron sus obras, en contraste con las pinturas más animadas, complicadas y técnicamente superiores de una época posterior. De Polignoto se decía, como gran alabanza, que había sabido pintar mujeres vestidas de velos transparentes, y quitar de sus figuras con una ligera apertura de la boca la rigidez de las líneas faciales, que derivaba del arte egipcio. Más aún, que había retratado a personas vivas, una de las cuales fue identificada como Elpinice, hermana de Cimón. Finalmente, algo poco típico para la época, que había cruzado los límites de la naturaleza buscando el ideal.
En varias fuentes se exalta su verismo naturalista (famosos son un «asno» y una «liebre» que hizo, además de las figuras con velos transparentes), junto con su capacidad en la expresión del ethos (Aristóteles) o del pathos (Luciano). 
Hay que evitar confundir a Polignoto de Tasos con uno de los tres antiguos pintores de cerámica, llamado también Polignoto

## Obras
- La batalla de Maratón o Maratonomaquia en el pórtico de Atenas
- Los argonautas en el templo de los Dioscuros
- La amazonomaquia, probablemente en el Θησείον
- El rapto de las hijas de Leucipo en el templo de los Dioscuros
- La Iliupersis en Atenas
- La Nekyia, en la lesque (λέσχη) de Delfos